# Percy Jackson – Im Bann des Zyklopen (Film)
Percy Jackson – Im Bann des Zyklopen (Originaltitel: Percy Jackson: Sea of Monsters) ist ein US-amerikanischer 3D-Fantasyfilm aus dem Jahre 2013. Er basiert auf dem gleichnamigen Roman von Rick Riordan und ist die Fortsetzung von Percy Jackson – Diebe im Olymp. Der Spielfilm wurde von 20th Century Fox vertrieben, Regie führte Thor Freudenthal.

## Handlung
Einst gab Thalia, eine der Töchter des Zeus, ihr Leben, um das ihrer Kameraden aus dem Halbgottcamp zu retten. Ihr zu Ehren ließ Zeus über ihr einen Baum wachsen, der von da an der Ausgangspunkt des magischen Schutzschildes rund um das Camp sein sollte.
Eines Tages kommt der Zyklop Tyson ins Camp und behauptet, ein Sohn des Poseidon und somit Percy Jacksons Halbbruder zu sein. Wenig später wird trotz Schutzschild das Camp angegriffen. Percy findet heraus, dass der totgeglaubte Luke, Sohn von Hermes, Thalias Baum vergiftet hat und dieser nun abstirbt. Ebenfalls erfährt Percy durch das Orakel, dass ein Nachkomme der drei großen Götter Zeus, Poseidon oder Hades den Olymp retten oder zerstören wird und dass Luke den Urtitanen Kronos wiedererwecken will. Auf Annabeths Rat hin lässt Dionysos, der das Camp leitet, ein Team zusammenstellen, welches das Goldene Vlies finden soll, um damit den Baum zu heilen. Zum Ärger von Annabeth, Percy und Grover wird dafür nebst einem Satyr die selbstverliebte Clarisse, Tochter von Ares, ausgewählt, was eigentlich dem Wortlaut des Orakels widerspricht.
Während Clarisse aufbricht, schleichen sich auch Percy, Annabeth und Grover nachts aus dem Camp, um auf eigene Faust nach Luke zu suchen und das Goldene Vlies zu finden, das Luke zum Auferwecken von Kronos benötigt. Der ihnen folgende Tyson wird in die Gruppe aufgenommen. Kurz darauf wird Grover von einem Stoßtrupp Lukes entführt, da das Vlies Satyre wie Grover magisch anzieht. Die anderen erfahren von Lukes Vater Hermes, wo Luke sich befindet, und können unbemerkt auf dessen Yacht gelangen. Sie werden jedoch schon bald entdeckt und gefangen genommen. Von Luke erfahren sie, dass Grover sich bereits im Meer der Ungeheuer befindet, um mit einem Stoßtrupp die Insel der Circe zu finden, auf welcher der Zyklop Polyphem über das Vlies wacht.
Mithilfe von Percys Kräften gelingt den Dreien die Flucht. Im Meer der Ungeheuer angelangt, werden sie von Charybdis verschluckt und landen in deren Magen, wo sie auch auf ein Schiff mit Clarisse und einer Crew aus Zombies treffen. Mit vereinten Kräften gelingt es ihnen, dem Ungeheuer zu entkommen und schließlich auch Circes Insel zu finden. In der Höhle des Polyphem treffen sie auf Grover, der sich als Zyklopen-Dame verkleidet hat, um nicht gefressen zu werden. Sie können Polyphem einschließen und das Vlies an sich nehmen, werden jedoch von Luke und seinen Leuten überrascht. Tyson wirft sich in einen Percy zugedachten Pfeil und stürzt in die Brust getroffen von einer Klippe ins Wasser, der Rest der Gruppe wird gefangen genommen und muss miterleben, wie Luke Kronos wiedererweckt. Percy gelingt es jedoch mit der unerwarteten Hilfe Tysons, den – als Poseidons Sohn – ebenfalls das Wasser geheilt hat, Kronos wieder zu vernichten. Luke landet in der Höhle des Polyphem, während die anderen mit dem Goldenen Vlies ins Camp zurückkehren und den Baum von Thalia heilen.
Das Vlies hat darüber hinaus ungeahnt große Kraft und erweckt sogar Thalia wieder zum Leben. Damit existieren für die ursprüngliche Prophezeiung nunmehr drei Personen, auf die sie sich beziehen kann, sie bleibt demzufolge als Orakel offen.

## Produktion
Im Oktober 2011 wurde die Verfilmung des Romans Percy Jackson – Im Bann des Zyklopen durch 20th Century Fox angekündigt. Als Drehbuchautoren wurden Scott Alexander und Larry Karaszewski verpflichtet. Thor Freudenthal übernahm die Regie, während Chris Columbus als Produzent fungierte. Der Großteil der Besetzung des ersten Films blieb erhalten, so wurden Logan Lerman, Brandon T. Jackson, und Alexandra Daddario wieder verpflichtet. Pierce Brosnan spielte nicht mehr den Centauren Chiron, stattdessen wurde die Rolle mit Anthony Head besetzt. Luke Camilleri spielte nicht mehr die Rolle des Dionysos („Mr.D“), er wurde in der Fortsetzung von Stanley Tucci ersetzt. Ebenso erfolgte eine Ersetzung der Rolle von Dylan Neal durch Nathan Fillion, welcher Hermes spielte.
Die Dreharbeiten starteten am 16. April 2012. Gedreht wurde bis zum 22. Juli 2012 im Robert Burnaby Park in Vancouver. Ein Nachdreh fand im Januar 2013 statt.

## Veröffentlichung
Der Kinostart war in den USA am 7. August 2013 und in Deutschland 8 Tage später.

## Rezeption

### Erfolg
Bei Produktionskosten von 90 Millionen US-Dollar spielte der Film bis zum 10. Oktober 2013 weltweit etwa 188,27 Millionen US-Dollar wieder ein. Am Eröffnungstag wurden mit dem Film in den USA 5,4 Millionen US-Dollar eingenommen; er belegte damit hinter Wir sind die Millers Platz zwei der Kinocharts. Nach dem ersten Wochenende spielte der Film 14,6 Millionen US-Dollar ein. Damit belegte der Film den vierten Platz hinter Elysium, Wir sind die Millers und Planes.

### Kritik
Die Kritik zum Film fiel verhalten aus. So erhielt der Film bei Rotten Tomatoes lediglich 34 Prozent positive Kritiken und gilt dort somit als „rotten“. In der Internet Movie Database wurde der Film etwas wohlwollender aufgenommen und erzielte durchschnittlich 6,5 von 10 Sternen.

„Unausgegorener Fantasyfilm, der antike und moderne Mythen verquickt und dank 3D eindrucksvolle Bildräume schafft, wegen seiner schlichten Dramaturgie, holprigen Dialogen und einem überzogenen Action-Finale aber trotzdem nur mäßig unterhält.“

„Bei jüngeren Zuschauern dürfte die Mischung aus Spannung, Spaß und Spektakel punkten, während Kino-Argonauten jenseits der Zielgruppe zumindest in zwei starken Effektsequenzen am Anfang und Ende des Films leuchtende Augen bekommen können.“

„Wie die meisten Romanverfilmungen löst sich das zweite Abenteuer von Percy Jackson stellenweise stark von der Vorlage. Allerdings wirken die Änderungen stimmig und richten keinen Schaden in der Mythologie an, die durch die Bücher aufgebaut wird. Die große Reise zum Meer der Ungeheuer bietet kurzweilige, spaßige Unterhaltung und hat einige Schauwerte zu bieten. Bleibt zu hoffen, dass bis zum nächsten Teil nicht noch einmal drei Jahre vergehen. Das ‚göttliche 3D‘, das in den deutschen Werbeanzeigen hervorgehoben wird, ist jedoch keine Bereicherung für den Film, da es bis auf sehr wenige Szenen überhaupt nicht wirkungsvoll genutzt wird.“

## Soundtrack
Den Score zum Film schrieb Andrew Lockington. Produzent war Brian Liesegang und es wurde von Sony Classical vermarktet. Der Soundtrack erschien am 6. August 2013. Bei dem anfänglichen Wettbewerb im Camp wird My Songs Know What You Did In The Dark von Fall Out Boy eingespielt.